# الظهار (ملحان)

تعديل مصدري - تعديل

الظهار هي إحدى قرى عزلة بني العصيفري بمديرية ملحان التابعة لمحافظة المحويت، بلغ تعداد سكانها 324 نسمة حسب تعداد اليمن لعام 2004.